# تپه چیا پاچه خیارون
ًتپه چیا پاچه خیارون مربوط به دوره نوسنگی - عصر مفرغ است و در شهرستان کوهدشت، بخش کونانی، دهستان کونانی، ۲۰۰م جنوب تنگه‌ای درکوه خیارون واقع شده و این اثر در تاریخ ۱۸ اسفند ۱۳۸۷ با شمارهٔ ثبت ۲۵۲۳۹ به‌عنوان یکی از آثار ملی ایران به ثبت رسیده است.